# Ras Banas
Le Râs Banas (en grec : Lepte Akra, en latin Lepte extrema, en arabe : رأس بناس) est une presqu'île d'Égypte, dans la mer Rouge proche de la frontière soudanaise d'environ vingt kilomètres de long pour environ dix kilomètres de large à la base et se rétrécissant à un km à sa pointe. Le port de Bérénice est construit à proximité.

## Base militaire
Une base aéronavale de l’armée de l'air égyptienne se trouve à l'entrée sud de cette presqu'île aux coordonnées suivantes : 23° 58′ 24″ N, 35° 27′ 37″ E.
Ce qui n'était alors qu'un petit aéroport militaire est utilisé comme base de repli par l'aviation égyptienne abritant une partie du 9e escadron de bombardement léger équipé de Iliouchine Il-28. Elle est bombardée par quatre Vautour de la force aérienne israélienne lors de la guerre des Six Jours le 5 juin 1967,. Les 29 exemplaires égyptiens de l’Il-28 furent tous détruits au sol durant ce conflit, sauf deux en combat aérien.

### Base soviétique
Ce site servit de base militaire à l'armée soviétique quelques années avant qu'elle ne quitte le pays. L'Union des républiques socialistes soviétiques fut autorisée à construire une base après l'accord de pêche signé en 1964 avec la République arabe unie.
Les Soviétiques commencèrent l'agrandissement de la base en la dotant d'un port en 1970, devenant ainsi leur première base en Égypte, bien que la construction de la base ait été gardée secrète jusqu'en 1972, année durant laquelle un journal israélien rendit publics les détails de la base. Le gouvernement égyptien continua à essayer de dissimuler la base, alléguant que le nouveau port avait été construit à Bérénice avec une route en cours de construction vers Assouan, mais à travers un terrain extrêmement difficile. Cette nouvelle route permettrait de relier la région à Assouan et aussi permettrait aux pèlerins de se rendre d’Égypte en Arabie saoudite. Ces allégations du gouvernement égyptien se révélèrent, plus tard, fausses après enquête internationale.
Le 18 juillet 1972, le président égyptien Anouar el-Sadate ordonna de renvoyer sans délai tous les conseillers et experts militaires soviétiques - entre 10 000 et 20 000 personnes- et de placer, en même temps, sous l’autorité du commandement égyptien tous les équipements et installations militaires se trouvant en Égypte.

### Projet de base américaine
Anouar el-Sadate proposa, en février 1979, au secrétaire de la Défense des États-Unis Harold Brown de faire de la base une installation aéroportuaire pour les forces armées des États-Unis.
À cette date, la base disposait d'une piste d'environ 2 600 m, de divers abris pour avions et bunkers souterrains, d'un quai pour le déchargement de carburant et d'un quai pour les cargos.
Initialement, les États-Unis ne montrèrent aucun intérêt pour le site mais l'offre devint de plus en plus attrayante. Pour obtenir un crédit du Congrès pour la réhabilitation des installations militaires sur Ras Banas, les États-Unis avaient besoin d'un accord écrit de l’Égypte permettant aux États-Unis d'utiliser les installations. Sadate était réticent à donner son accord écrit et insista pour que son engagement oral soit suffisant. Cependant, lors de sa dernière visite à Washington, D.C., en 1981, il signa une lettre permettant aux forces américaines d'utiliser Ras Banas. La localisation de la base de Ras Banas la désigne comme une éventuelle zone de transit pour des opérations vers le Golfe persique et pour d'autres actions au Moyen-Orient et Afrique du Nord.
Les plans initiaux produits par le Pentagone prévoyaient des installations pour les forces terrestres et la mise en œuvre de bombardiers B-52 et avions de transport C-5. Cependant, en raison de l'absence d'un accord écrit par l’Égypte et l'absence subséquente d'approbation pour le financement du projet à l'époque, les plans furent abandonnés. Les plans ressortis des cartons après l'accord écrit de l’Égypte, furent revus à la baisse mais restèrent importants. On prévoyait la construction de dépôts et d'un réseau de distribution de carburant, une usine de dessalement de l'eau de mer avec un réseau de distribution d'eau, des améliorations de l'aérodrome dont la construction d'une nouvelle piste d'atterrissage), la construction d'entrepôts, de dépôts de stockage et de casernes pouvant accueillir 25 000 militaires américains. L’Égypte émit des réserves sur la construction d'une base sur le site en raison de craintes d'actes de violence de la part des Arabes radicaux. Cette crainte fut encore renforcée après l'assassinat de Sadate le 6 octobre 1981. En mai 1981, les plans furent dénoncés par le journal Ash-Chaab, basé au Caire, comme « une menace pour notre indépendance et notre souveraineté ». En 1982, Hosni Moubarak refusa la construction d'une base aérienne américaine permanente sur Ras Banas mais indiqua clairement que la Force de déploiement rapide (future United States Central Command ou CENTCOM) pourrait utiliser les installations militaires sur Ras Banas dans le cas d'une urgence réelle
Le coût de construction des installations militaires américaines était estimé à 522 millions de dollars, ce qui en aurait fait le deuxième projet le plus cher du réseau d'installations stratégique en Asie de l'Ouest après Diego Garcia. Cependant, on estima que le coût pourrait augmenter jusqu'à 1,6 milliard de dollars. Parmi les financements du développement de Ras Banas, sept millions de dollars furent versés par les fonds d'urgence du secrétaire de la Défense en 1982 pour commencer l’étude des travaux. Cependant, en 1983, l’Égypte annonça qu'elle allait développer Ras Banas sans l'aide américaine, après des entretiens infructueux entre les deux pays sur l'utilisation de Ras Banas. Toutefois, les pourparlers recommencèrent et aboutirent à un accord spécifiant que la base serait gérée conjointement.
Cependant, en 1985, lorsque l'Europe refusa de financer la remise à niveau de la base, les États-Unis décidèrent d'abandonner leur ambitieux projet. Malgré cela, la base fut utilisée par les États-Unis pour certaines opérations militaires. Par exemple, elle fut utilisée comme un port d'escale par la Sixième flotte des États-Unis dans les premiers mois de la guerre du Golfe.

### Au début duXXIesiècle
Actuellement, la base dispose de trois pistes en asphalte et n’a pas d'unité aérienne affectée en propre.